# 일죽고등학교
일죽고등학교(一竹高等學校)는 대한민국 경기도 안성시 일죽면 송천리에 있는 공립 고등학교이다.

## 학교 연혁
- 1954년 7월 7일 : 일죽중학교 6학급 인가, 개교
- 1956년 3월 16일 : 일죽고등학교 인가 (보통과 3학급)
- 1968년 1월 27일 : 일죽원예고등학교 인가 (원예과 3학급)
- 1976년 3월 1일 : 보통과 3학급 증설인가 (일죽종합고등학교로 교명 변경)
- 2008년 1월 7일 : 교명 변경 (일죽종합고등학교에서 일죽고등학교)
- 2008년 2월 29일 : 골프특성화고 교육과정 자율학교 운영 지정 5년간 (2008. 3. 1 ∼ 2013 2. 28)
- 2009년 10월 27일 : 골프연습장 준공 개장
- 2009년 12월 25일 : 퍼팅그린 및 파3홀 준공
- 2011년 7월 26일 : 2012학년도 학과변경(보통과에서 레저식품경영과, 골프산업관리과에서 골프산업경영과로 명칭 변경)
- 2022년 8월 30일 : 골프레저식품특성화고 자율학교 재지정 (2023.3.1~2028.2.29)
- 2023년 1월 6일 : 졸업식 41명, 졸업생 총계 3,584명
- 2023년 3월 2일 : 제58회 입학식(35명)
- 2023년 9월 1일 : 제29대 정하창 교장 부임

## 설치 학과
- 레저식품경영과
- 골프산업경영과

## 참고 자료
- 일죽고등학교 - 한국교육학술정보원 학교알리미